# Joe Walsh (polityk)
Joseph (Joe) Ian Walsh, irl. Seosamh Breathnach (ur. 1 maja 1943 w Ballineen, zm. 9 listopada 2014 w Corku) – irlandzki polityk, działacz Fianna Fáil, parlamentarzysta, w latach 1992–1994 i 1997–2004 minister rolnictwa.

## Życiorys
Absolwent St Finbarr's College w Corku i University College Cork. Pracował w branży mleczarskiej jako badacz w National Dairy Research Centre koło Fermoy i następnie jako dyrektor zarządzający mleczarni w Clonakilty. Zaangażował się w działalność polityczną w ramach Fianna Fáil. W latach 1974–1991 był radnym hrabstwa Cork.
W 1977 po raz pierwszy wybrany do Dáil Éireann. Mandat utracił w 1981, po czym został powołany w skład Seanad Éireann. W wyniku wyborów z lutego 1982 powrócił do niższej izby parlamentu. Z powodzeniem ubiegał się o reelekcję w kolejnych wyborach w listopadzie 1982, 1987, 1989, 1992, 1997 i 2002, wykonując mandat deputowanego do 2007.
Od marca 1987 do lutego 1992 był ministrem stanu (niewchodzącym w skład gabinetu) w departamencie rolnictwa. W rządach Alberta Reynoldsa i Bertiego Aherna sprawował urząd ministra rolnictwa (od lutego 1992 do grudnia 1994 i od lipca 1997 do września 2004).